# Zdzisław Pukorski
Zdzisław Franciszek Pukorski (ur. 8 grudnia 1933 w Stanisławkach) – polski dziennikarz, poseł na Sejm PRL VIII kadencji (1980–1985). 

## Życiorys
W 1956 ukończył studia na Wydziale Dziennikarstwa Uniwersytetu Warszawskiego, po czym podjął pracę w „Gazecie Pomorskiej” w Bydgoszczy (1956–1957). W 1957 przeniósł się na Podlasie, gdzie uzyskał zatrudnienie w Wojewódzkim Przedsiębiorstwie Robotniczej Spółdzielni Wydawniczej „Prasa-Książka-Ruch” w Białymstoku (jako dyrektor działu kolportażu, a później zastępca dyrektora przedsiębiorstwa). Zakładał kluby PRSW „Prasa-Książka-Ruch” na terenie województwa białostockiego. W 1960 wstąpił do Stronnictwa Demokratycznego. W latach 1969–1981 był członkiem Centralnego Komitetu SD, zaś w okresie 1974–1981 kierował strukturami Wojewódzkiego Komitetu w Białymstoku. Od 1961 do 1965 zasiadał w Miejskiej Radzie Narodowej Białegostoku. W wyborach w 1969 uzyskał mandat członka Wojewódzkiej Rady Narodowej – zasiadał w jej prezydium jako przedstawiciel SD, od 1976 do 1980 był zaś wiceprzewodniczącym WRN. 
Aktywny działacz Związku Młodzieży Polskiej, Zrzeszenia Studentów Polskich i Towarzystwa Przyjaźni Polsko-Radzieckiej. W 1980 wszedł w skład Sejmu PRL VIII kadencji jako reprezentant okręgu Białystok. Był członkiem Komisji Kultury i Sztuki (później: Kultury) oraz Gospodarki Morskiej i Żeglugi (następnie: Współpracy Gospodarczej z Zagranicą i Gospodarki Morskiej). Przewodniczył Wojewódzkiemu Zespołowi Poselskiemu. Podczas głosowania nad rządową propozycją ustawy o zawodowych związkach rolniczych w 1982 wstrzymał się od głosu, za co został postawiony przed Centralnym Sądem Partyjnym. 
Uhonorowany m.in. Krzyżem Kawalerskim i Oficerskim Orderu Odrodzenia Polski, Złotym Krzyżem Zasługi, Medalem 30-lecia Polski Ludowej oraz odznaką „Zasłużony Białostocczyźnie”, Zasłużony członek SD.